# Дгаммазеді
Дгаммазеді (*монська သၟိၚ်ဓမ္မစေတဳ бірм. ဓမ္မစေတီ; 1409 — 1492) — 15-й володар Гантаваді у 1471—1492 роках. Вважається найосвіченішим з правителів цієї держави.

## Життєпис
Походив з бірманського роду. Замолоду став буддійським ченцем під ім'ям Пітакахара, багато часу навчався, мандрував монастирями Ави. По поверненню став довіреним радником і чоловіком одній із дочок правительки Шінсобу. У віці 48 років (бл. 1457 року) він залишив чернецтво після того, як Шінсобу обрала його спадкоємцем. Швидко став фактичним правителем держави, оскільки Шінсобу передала йому всі адміністративні обов'язки.
1472 року офіційно спадкував владу, прийнявши титул Рамадхіпаті. Незабаром було придушено повстання його швагера Са Баньї Ейна, намісника Бассейну.
Протягом тривалого правління Дхаммазеді Гантаваді досягло вершини свого золотого віку. Під його мудрим пануванням в державі зберігався мир. Вона отримувала великі прибутки від зовнішньої торгівлі.
Завдяки своєму володареві Гантаваді відновила статус важливого центру Тгеравадійського буддизму з міцними зв'язками з державами на Ланці. Піклувався пропоширення буддизму, зберігання чистоти віри. Відновив практику відправлення місій до Буддагаї (буддійський центр в східній Індії). Підтримував дружні стосунки з імперією Мін.
Є автором збірки його постанов «Дгаммазеді П'яттон», основу чого становили моральні настанови. Низку з них використовували до середини XX ст.
Помер Дгаммазеді у 1492 році. Над його похованням спорудили пагоду. Трон спадкував старший син Бінья Ран II.